# 関口鯉吉
関口 鯉吉（せきぐち りきち、1886年1月29日 - 1951年8月10日）は、日本の天文学者、気象学者、東京帝国大学名誉教授。静岡県出身。関口隆吉の四男。新村出（言語学者）は実兄。朝永振一郎の義父。旧制第一高等学校、東京帝国大学理科大学星学科卒業。朝鮮総督府観測所、神戸海洋気象台、中央気象台技師などを経て、1936年東京帝大教授兼東京天文台長。1946年定年退官、1949年まで帝国女子理学専門学校（現在の東邦大学）校長。文部省専門学務局長として科学行政に携わる。

## 著書
- 『太陽』岩波書店（科学叢書）、1925年、
- 『太陽黒点』新光社、1926年
- 『天界片信』興学会出版部、1926年
- 『天体』岩波書店（通俗科学叢書）、1926年
- 『太陽研究の新紀元』岩波書店（学芸叢書）、1929年
- 『天体物理学 観測と統計』岩波書店（岩波全書）、1935年
- 『太陽仰讃』日光書院、1947年
- 『太陽新説』国立書院、1948年
- 『天空憬仰』国立書院、1948年
- 『星と原子力』誠文堂新光社、1948年
- 『暦と気候』古今書院、1949年
- 『天文学入門』古今書院、1949年
- 『自然現象の予報』弘文堂（アテネ新書）、1951年
- 『私たちの太陽』岩波書店（少国民のために）　1952年

## 共著
- 『天文学通論』鈴木敬信共著　地人書館、1935年

## 翻訳
- ジョージ・エラリー・ヘール『新時代の宇宙研究』岩波書店　1927年